# Dardanus pedunculatus
Dardanus pedunculatus är en kräftdjursart som först beskrevs av J. F. W. Herbst 1804.  Dardanus pedunculatus ingår i släktet Dardanus och familjen Diogenidae. Inga underarter finns listade i Catalogue of Life.

## Bildgalleri

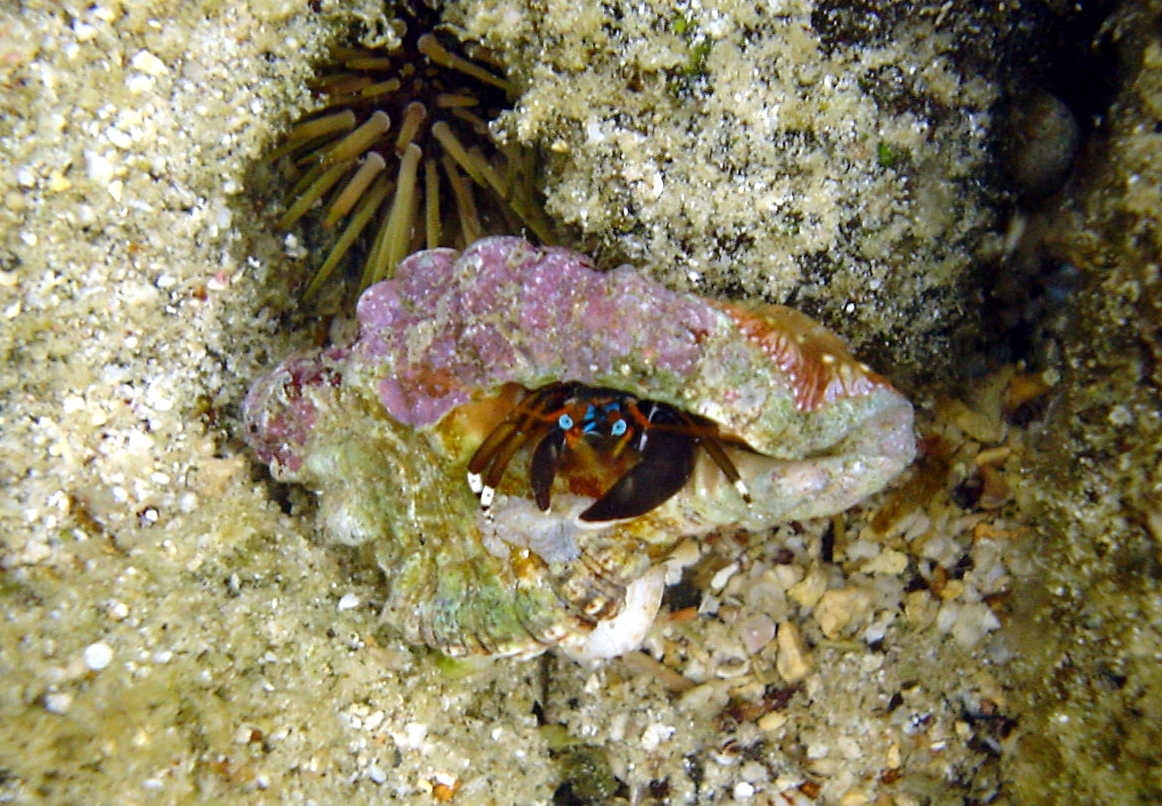
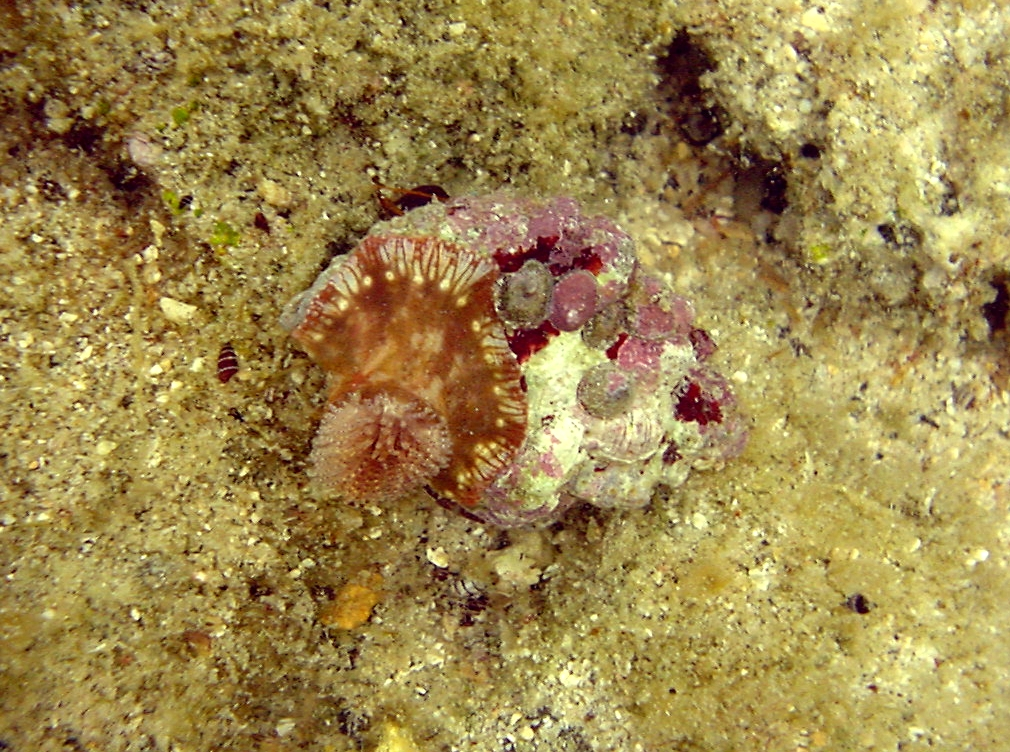
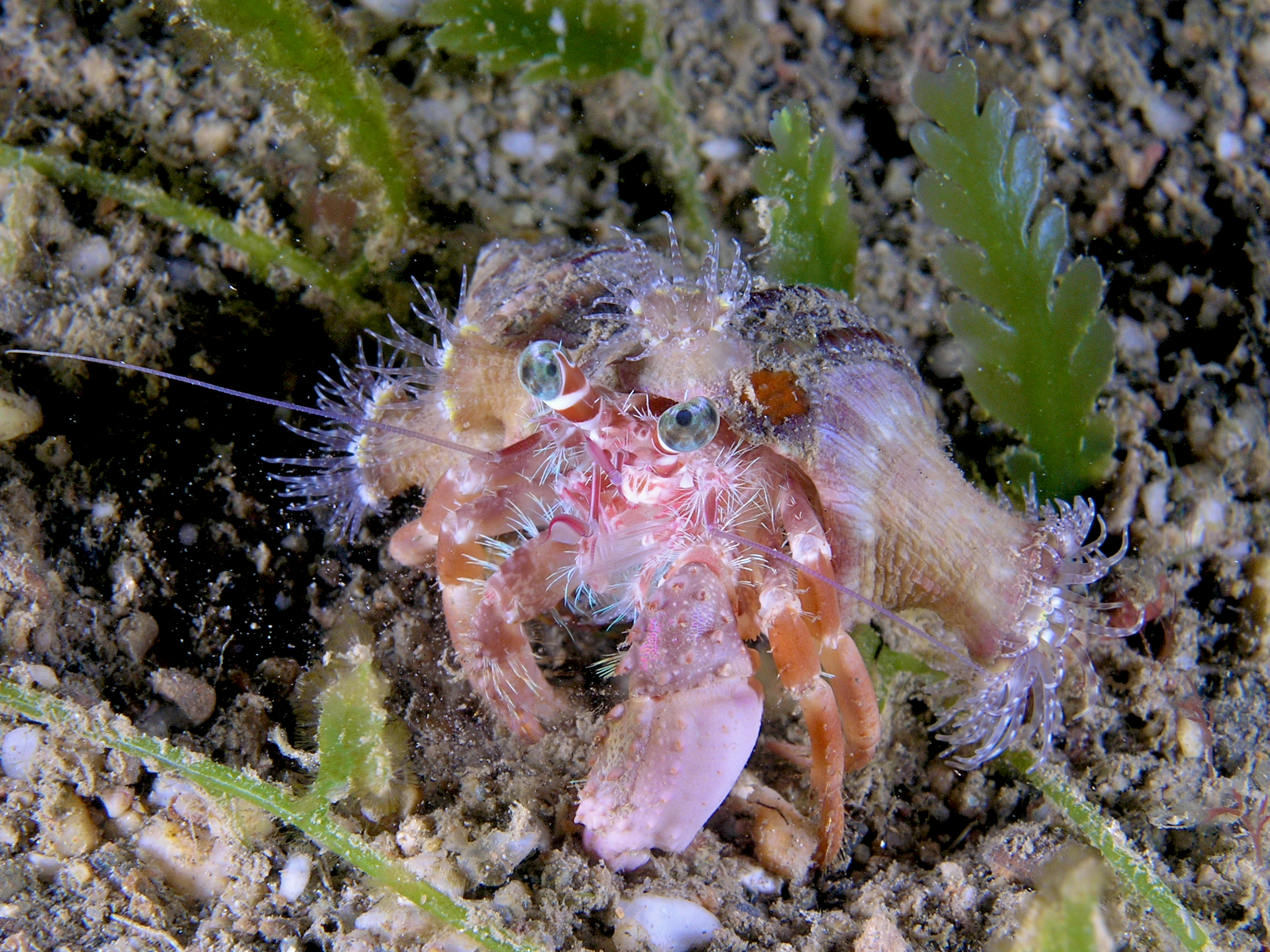
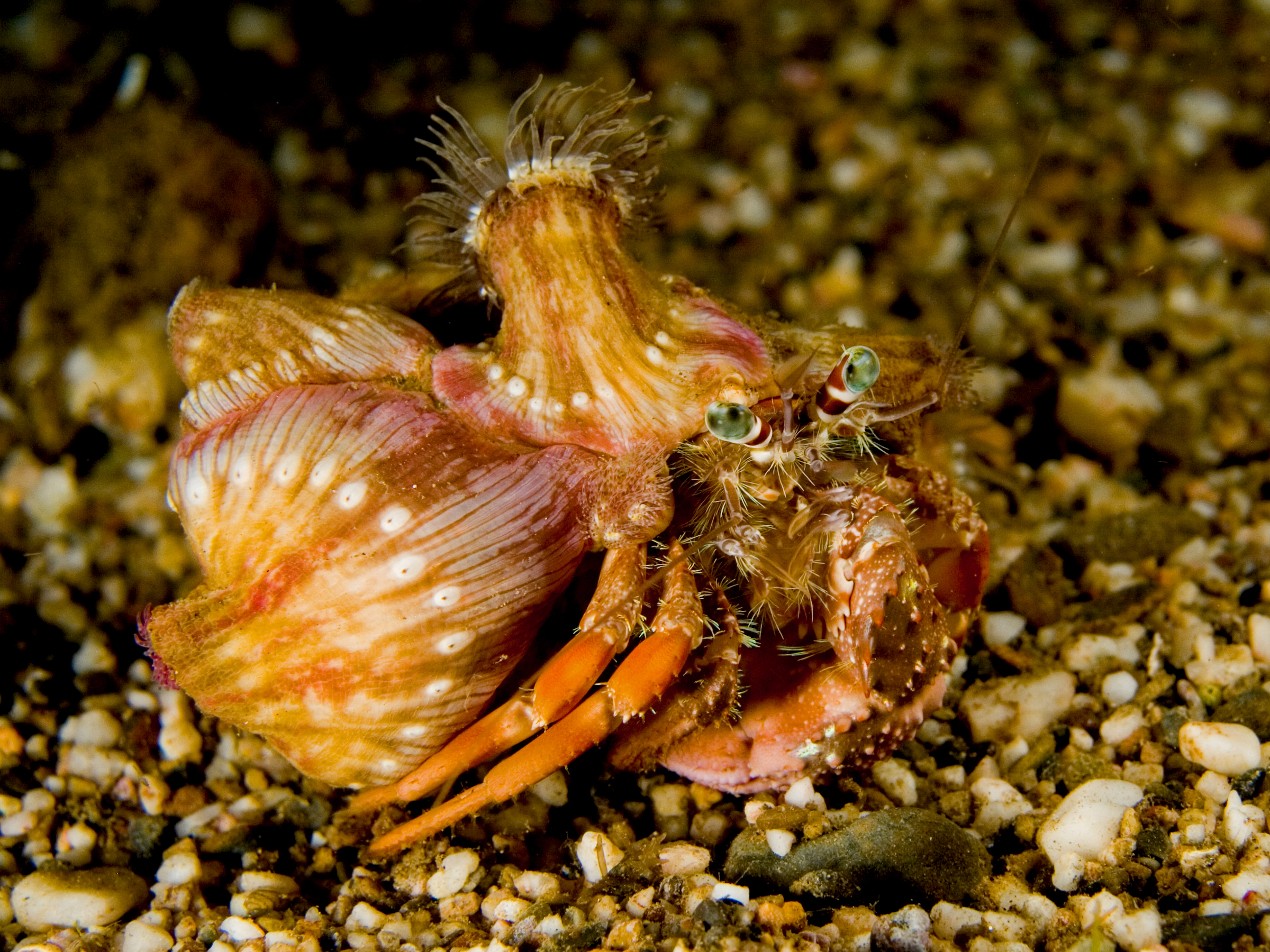
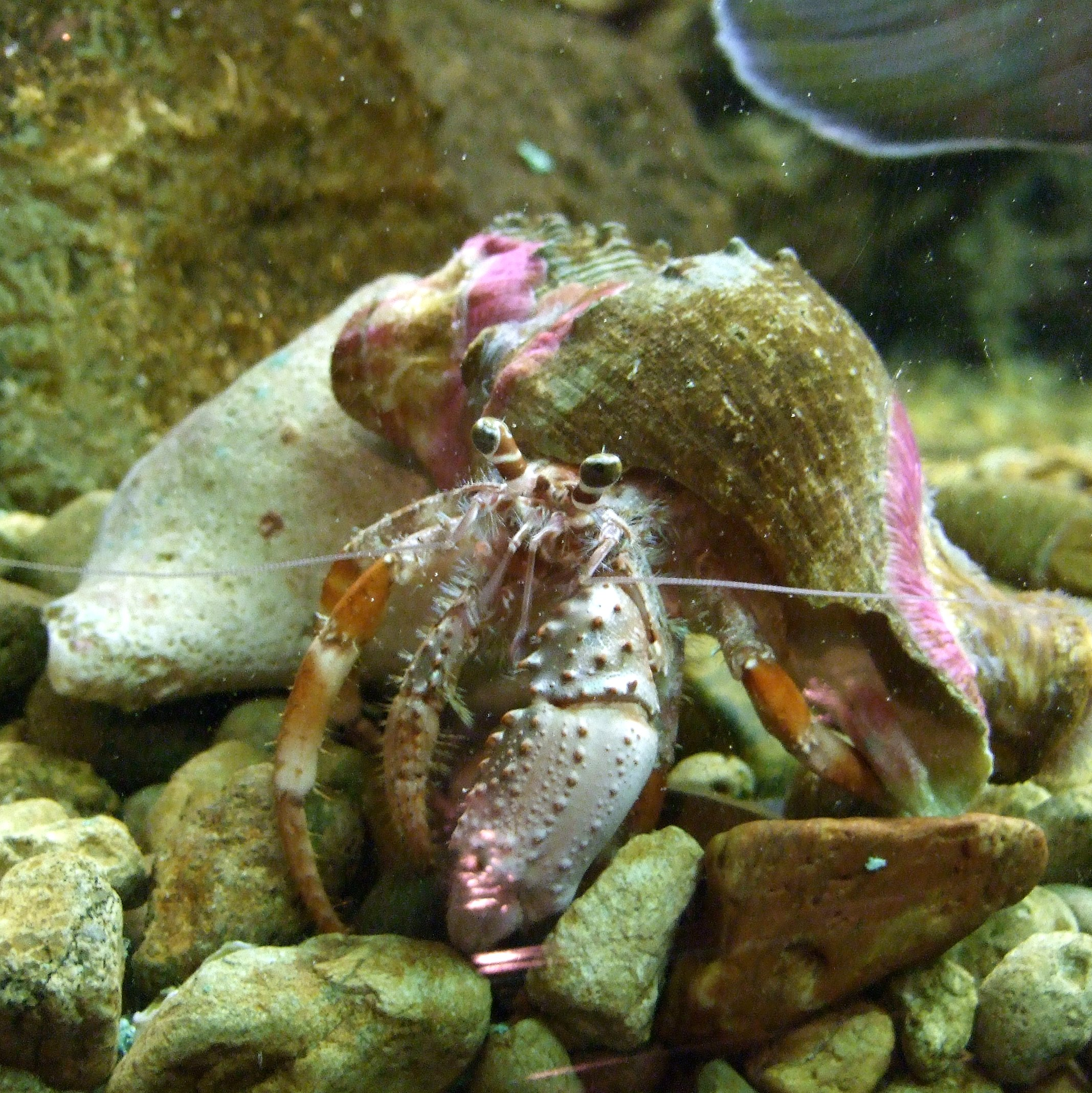
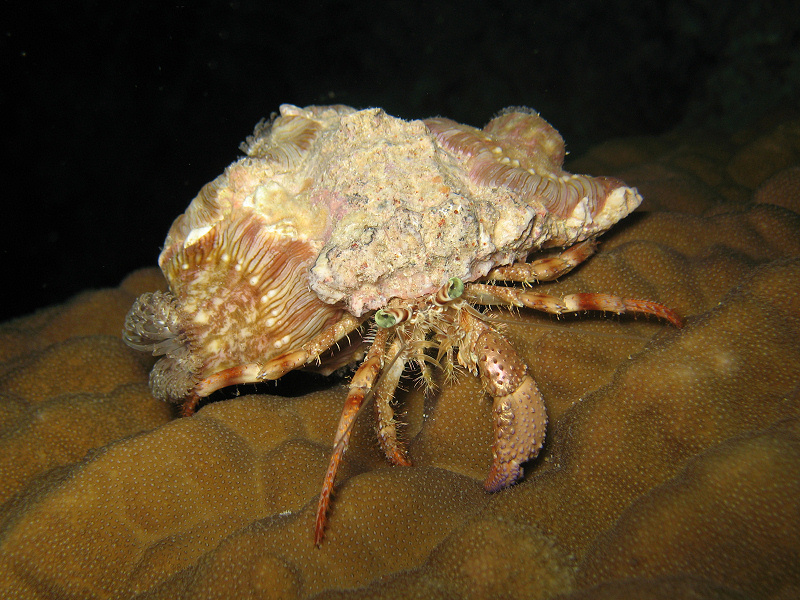